# Chuck Domanico
Chuck Domanico, Chuck (eigentlich Charles Louis Domanico, * 20. Januar 1944 in Chicago; † 17. Oktober 2002) war ein US-amerikanischer Jazz-Bassist und Bassgitarrist.

## Leben
Domanico wuchs in Chicago auf und zog Mitte der 1960er Jahre nach Los Angeles. Er wurde in der Jazzszene bekannt, als er 1966 im Duo mit dem Altsaxophonisten Anthony Ortega spielte (u. a. auf Afternoon in Paris, 2007); im selben Jahr trat er in der Big Band von Don Ellis auf dem Monterey Jazz Festival auf. 1968 war er Mitglied der Big Band von Clare Fischer (Thesaurus). 1971 wirkte er bei Gerry Mulligans Album The Age of Steam mit und begleitete 1972 Carmen McRae auf ihrem Album The Great American Songbook. In den 1970er Jahren arbeitete er außerdem in den Westcoast-Bands von Oliver Nelson, Claus Ogerman, Lorraine Feather, Shelly Manne, Victor Feldman, Barney Kessel und John Klemmer; außerdem trat er in dieser Zeit mit Chet Baker, Roger Kellaway und Art Pepper auf. 1979 arbeitete er bei Bobby Hutcherson (Un Poco Loco).
In den 1990er Jahren spielte er mit John Pisano, 1987 begleitete er die Sängerin Sarah Vaughan (Brazilian Romance), 1991 spielte er mit Shirley Horn auf ihrem Album Here's to Life und erneut 2000 bei You're My Thrill. Domanico wirkte außerdem als Studiomusiker bei zahlreichen Film- und Fernseh-Produktionen mit; zu hören war er in der Serie M*A*S*H. Domanico wirkte außerdem bei Aufnahmen von Frank Sinatra, Barbra Streisand, Joni Mitchell, The Sound of Feeling, Taj Mahal, Diane Schuur, Natalie Cole, der Formation Manhattan Transfer und Prince mit.